# Raparna crocophara
Raparna crocophara là một loài bướm đêm trong họ Noctuidae.